# Chubongdo
Chubongdo är en ö i provinsen Södra Gyeongsang, i den södra delen av Sydkorea, 300 km sydost om huvudstaden Seoul. Den ligger i socknen Hansan-myeon i stadskommunen Tongyeong. Ön har broförbindelse med socknens huvudö Hansando. 